# Phillip Maurice Hayes
Phillip Maurice Hayes, doorgaans Phil Hayes (Engeland) is een Brits-Amerikaans stemacteur en voice-over die zijn stem leende aan meer dan honderd bioscoop- televisie- en tekenfilms en videospellen.
Een aantal van zijn bekendere voice-over rollen zijn als Scratch de robot in het televisieprogramma Adventures of Sonic the Hedgehog en als Billy Holme in Age of Empires III: The War Chiefs. Hij was verteller in de documentaire Angry Monk van Luc Schädler.

## Werk
Hij werkte voornamelijk als verteller, stem of voice-over voor de volgende producties:
- Film: Unforgiven, Curious George, Look Who's Talking Now
- Televisie: Moonlight, The L Word, The X-Files, The Sentinel, The Amy Fisher Story
- Docuentaire: Angry Monk
- Animatie: Adventures of Sonic the Hedgehog, Hier is Ian, King of the Hill, Superman: The Animated Series, Sonic the Hedgehog, X-Men: Evolution, Sonic Underground, Gadget and the Gadgetinis, Batman: Mystery of the Batwoman, The New Batman Adventures, Batman of the Future
- Videospellen: Age of Empires III: The War Chiefs